# 1998 RX
1998 RX är en asteroid i huvudbältet som upptäcktes den 12 september 1998 av den japanska astronomen Takao Kobayashi vid Ōizumi-observatoriet.
Asteroiden har en diameter på ungefär 23 kilometer.